# Dekanat Jelenia Góra Zachód
Dekanat Jelenia Góra – Zachód – jeden z 28 dekanatów w rzymskokatolickiej diecezji legnickiej.

## Parafie
W skład dekanatu wchodzi 9 parafii:
- Parafia św. Michała Archanioła – Czernica
- Parafia św. Wawrzyńca − Dziwiszów
- Parafia Matki Bożej Królowej Polski i św. Franciszka z Asyżu – Jelenia Góra
- Parafia Matki Bożej Miłosierdzia – Jelenia Góra-Cieplice
- Parafia św. Jana Chrzciciela – Jelenia Góra
- Parafia św. Judy Tadeusza – Jelenia Góra
- Parafia Świętych Erazma i Pankracego – Jelenia Góra
- Parafia św. Michała Archanioła – Jeżów Sudecki
- Parafia św. Mikołaja – Siedlęcin